# Удлиняющийся Человек
Удлиняющийся человек (настоящее имя Рэндольф Уильям «Ральф» Дибни) — супергерой из комиксов издательства DC Comics. Являлся членом трёх воплощений Лиги Справедливости. Впервые появился на страницах выпуска The Flash vol. 1, #112 (12 мая, 1960).
За все годы существования данный персонаж был удостоен различных премий, в том числе премии «Аллея звёзд» в 1961 году как самый лучший второстепенный персонаж.

## История публикаций
Частично идея создания Удлиняющегося человека принадлежит редактору DC Comics Юлиусу Шварцу, которому был нужен второстепенный персонаж для издания историй о Флэше. Сам Шварц замечал, что Удлиняющийся человек был создан только потому что он не знал, что можно было использовать Пластик-мена (права на которые были приобретены в 1956 году вместе с другими правами Quality Comics). Однако художник Кармайн Инфантино и контуровщик Мёрфи Андерсен отмечают он никогда не ссылался на Пластик-мена в разговорах об Удлиняющемся человеке.
В дальнейшем, появляясь в историях о Флэше, персонаж зарабатывает состояние в шоу-бизнесе, женится на Сью Дирбон и раскрывает свою личность.
Из-за возросшей популярности персонажа Удлиняющийся человек получает собственную серию дополнительных историй для выпусков Detective Comics, где он является детективом, который со своей женой путешествует по Соединённым Штатам в кабриолете в поисках тайн и загадок, которые он очень любит. Временами они путешествовали и по миру, встречая других супергероев DC, таких как Бэтмен, Зелёный Фонарь, Атом и Затанна. Данный сюжет стал выходить от случая к случаю на рубеже 1960-х и 1970-х гг.. Однако с 1973 по 1990 годы он главным образом замечен как член Лиги Справедливости Америки.

## Биография
Когда Ральф Дибни был ещё подростком, он был очарован акробатами или людьми с повышенной гибкостью и пластичностью тела. Он узнал, что все подобные люди, с которыми он говорил, пили газировку под названием Gingold. Тогда Ральф взялся за дело, выучился на химика и вывел высококонцентрированный экстракт джинго, редкого плода с Юкатана, и этот экстракт дал ему пластичность. Его первое появление ознаменовалось тем, что Флэш подозревает Удлиняющегося человека в совершении нескольких ограблений, но Удлиняющийся человек помогает поймать настоящих преступников, которые подтвердили, что использовали вертолёт, чтобы подставить его.
Ральф Дибни был самым первым супергероем Серебряного века комиксов DC, открывшим свою личность общественности, а также одним из первых, кто женился на своём любовном интересе. После объединения с такими супергероями, как Бэтмен, Зелёный Фонарь, Атом и Затанна из Лиги Справедливости, он стал частью команды. В конце концов и его жена тоже последовала за ним. Пара стала известной своим вполне счастливым, а главное, относительно безопасным браком — аномалия в мелодраматической истории комиксов. Поклонники персонажей часто именовали Ральфа и Сью Дибни «Ник и Нора Чарльз мира супергероев» (отсылка к фильму Thin Man). Сама новизна истории Удлиняющегося человека была в том, что, в отличие от супергероев, включая Бэтмена из выпусков Detective Comics, он разгадывал загадки, давая шанс читателю также найти разгадку. Он лишь использовал свои сверхчеловеческие возможности и различное оборудование, чтобы преследовать и ловить преступников, но следовал законам жанра, более древнего чем истории о супергероях: истории о тайнах и раскрытии преступлений.

### Identity Crisis
Ральф Дибни играл одну из центральных ролей в сюжетной линии Identity Crisis, в арке, события которой вращались вокруг последствий во Вселенной DC из-за смерти Сью Дибни. Здоровые, стабильные отношения между Ральфом и Сью, а также события, которые привели к смерти Сью, и последствия её убийства, использовались в качестве ключевых моментов во всей сюжетной линии для раскрытия взаимоотношений между остальными членами ЛСА и ОСА (и, хоть и в меньшей степени, объединениями суперзлодеев).
Эффект от того, что Сью умерла на руках Ральфа (дополненный фактом, что Сью была беременна на момент смерти), мог существенно повлиять на персонажа даже после завершения событий Identity Crisis, и это влияние достигло своего апогея в событиях финала еженедельной серии 52.
Являясь членами команды Супергерои-приятели (англ.  Super Buddies), отколовшейся от Лиги Справедливости, Ральф и Сью встречаются в мини-серии Formerly Known as the Justice League (рус.  «Объединение, известное как Лига Справедливости) и её продолжении I Can’t Believe It’s Not The Justice League (рус.  «Я не могу поверить, что это не Лига Справедливости»), опубликованных в выпусках JLA: Classified #4-9. Обе арки были опубликованы позже сюжетной линии Identity Crisis, но их события происходят до события этой сюжетной линии. Повторяющейся шуткой в арке I Can’t Believe It’s Not The Justice League является возможность беременности Сью.

### 52
В еженедельной серии 2006 года, 52, убитого горем Ральфа Дибни посещают мысли о самоубийстве, но после ему сообщают, что могила Сью подверглась осквернению и что вандал оставил на том месте перевёрнутый символ Супермена — Криптонианского знака возрождения. Он борется с Кассандрой Сэндсмарк, которая рассказывает ему, что является членом культа, полагающего что возрождение Супербоя можно осуществить. Она крадёт обручальное кольцо Ральфа после того, как члены культа пытаются его утопить.
В течение событий 11 выпуска серии, отпугнув и отогнав членов культа, Ральф получает отчёт о том, что кто-то вломился в камеру хранения в Опал-сити и украл одежду Сью. Во время событий 12 выпуска Ральф встречает Чудо-девушку и она ему раскрывает, что украденные кольцо и одежда нужны, чтобы сделать куклу Сью. Она приглашает его на церемонию.
На 13 неделе серии 52 Ральф идёт на церемонию. Метаморфо, Зелёная стрела, Зориэль и Хэл Джордан идут с ним. Несмотря на первоначальный план, друзья Ральфа прерывают церемонию, но вид Сью, ползущей к нему и зовущей его, вызывает у Ральфа нервный срыв.
На 18 неделе другие члены общества Кроатон: Детектив Шимп, Терри Тринадцать, Эдогава Сангаку — находят труп Тима Тренча со шлемом Доктора Фэйта, Набу. ральф приезжает/ чтобы расследовать это дело и заручиться помощью Тенепакта, ещё одной команды Детектива Шимпа. Голос из шлема Доктора Фэйта, который не слышат остальные члены команды, говорит с Дибни и обещает ему выполнить любое желание за определённые жертвы. Дух Набу проводит его по загробным мирам различных культур, чтобы показать цену за неправильное использование волшебства
Во время событий Недели 27 Спектр обещает возродить Сью, если Дибни отомстит Джин Лоринг, но Дибни не готов на это пойти.
На неделе 32 Дибни вступает в противостояние с Йети в Нанда Парбат. Ему на помощь приходит Совершенный Опытный Физик. И он, и Йети — члены Большой Десятки, защитников Китая. В Нанда Парбат Рама Кушна сообщает Ральфу: «Конец уже написан».
В Неделе 42 Ральф находится в башне Фэйта, готовясь к возрождению Cm./ Он надевает шлем Доктора Фэйта и неожиданно стреляет в него, раскрывая, что в шлеме все это время был Феликс Фауст, выдававший себя за духа Набу и желающий обменять у Нерона душу Дибни на собственную свободу. Ральф раскрывает, что уже некоторое время знал о Фаусте, поэтому окружающее башню особое поле разработано таким образом, чтобы удерживать Фауста практически в тюрьме, без возможности противостоять побочным эффектам поля. Появляется Нерон и убивает Дибни, но, довольно поздно, понимает, что поле отзывается только на голосовые команды Дибни: пожертвовав собой Дибни заманил Нерона и Фауста в ловушку, видимо навечно, хотя как он это сделал осталось неизвестным. Позже было показано, что его дух воссоединился с духом его жены. Однако Нерон (в конце концов, он Дьявол) прорывается сквозь поле почти мгновенно.
В конце недели 52 показано, что волшебное исполняющее желания оружие Дибни (сувенир из «Дела Ансельмо», отсылка к The Life Story of the Flash) сработало — единственным желанием Ральфа было воссоединиться с женой, что и произошло, пусть и после смерти — и что Ральф и Сью стали призраками-детективами, расследующими паранормальные явления.

### One Year Later
В выпуске Blue Beetle #16, Трэйси 13 упомянула, что её взяли к себе Ральф и Сью после того, как её мать умерла.
В мини-серии 2007—2008 годов Dark Ages, как части историй о Чёрном Адаме, показывается что останки Ральфа всё ещё находятся в Башне Доктора Фэйта, когда Тэт-Адам спрашивает Фауста, сработал ли его план обмануть Дибни. Доктор Фэйт использует скелет Ральфа, чтобы создать иллюзию того, что попытка Тэт-Адама возродить Изис провалилась.
В выпуске Batman and the Outsiders #5, показано (после того, как это представлялось возможным в предыдущих двух выпусках), что Ральф и Сью обладают или обнаружили, что обладают, вселяться в тела других людей, подобно Бостону Бренду, также известному как Дэдмен.

### Reign in Hell
Ральф и Сью, пребывая в форме призраков, являются Доктору Оккульту, чтобы предупредить его о войне, грозящей Аду. Их послал Джованни Затара, который является членом сопротивления Аду и надеется использовать эту войну в своих интересах, с просьбой помочь Затаре привести его план в исполнение. Затем они растворяются в воздухе, оставив Доктора Оккульта, чтобы он принял решение.

### Blackest Night
В выпуске Blackest Night #0 могилы Ральфа и Сью показаны, когда их сканирует Чёрная Рука. В конце выпуска (в традиционной для Чёрных Фонарей манере) его рука, легко узнаваемая, высовывается из могилы. Трупы Ральфа и Сью показаны воскресшими в качестве Чёрных Фонарей, когда они нападают на Человека-ястреба и Орлицу; Ральф избивает человека ястреба его же булавой прежде чем вырвать его сердце. Далее их можно увидеть в Готэм-сити вместе с Чёрными Фонарями Марсианским Охотником, Человеком-ястребом, Орлицей и Огненным Штормом, которые готовятся к убийству Зелёного Фонаря и Флэша. Он и Сью оба обращены в пепел, когда Племя Индиго уничтожает их кольца. В финальном сражении Флэш озирается, чтобы узнать, были ли Ральф и Сью воскрешены Белой энергией, но узнаёт от Зелёного Фонаря, что этого не случилось.

## Силы и способности
Удлиняющийся человек получает свои силы, выпивая усовершенствованный безалкогольный напиток под названием Gingold, который содержит экстракт (вымышленного) фрукта джинго, взаимодействующего со скрытой метачеловеческой физиологией Ральфа. Точнее экстракт взаимодействует с метагеном, который имеется у Ральфа, и даёт ему суперсилы. В выпуске Invasion #3 было доказано, что у Ральфа имеется этот метаген, потому что обычный человек не мог получить силы растягиваться, потребляя Gingold, без наличия метагена, что означает, что Ральф — метачеловек. Более того, у обычного человека имеется аллергия на высококонцентрированный напиток Gingold. Единственным, кроме самого Ральфа, героем, использующим напиток, является Стретч, член Горячей линии героев (англ.  Hero Hotline), который использует состав ещё с 1940-х гг.
Как и предполагает его имя, Удлиняющийся человек может растягивать своё тело до неподвластных человеку размеров. Силы удлинения дают Удлиняющемуся человеку повышенную гибкость и координацию, достигающие пределов, недоступных человеческому телу. Он может деформировать своё тело так, как не может этого сделать никто, например, став плоским или удлинить пальцы, чтобы открывать замки с той стороны. Также он может использовать эту способность для маскировки, изменив форму лица, но это, как правило, очень болезненно для него и требует больших усилий. Однако физиология Ральфа имеет больше ограничений, чем физиология Пластик-мена: он может растягиваться только в пределах своей массы и не может создать отверстия в себе, в то время как Пластик-мен таких ограничений не имеет.
Способности Удлиняющегося человека также увеличивают его выносливость. Как правило, он способен противостоять разъедающим свойствам веществ, колющие раны и удары не наносят ему существенного вреда. было продемонстрировано, что он устойчив к высоким скоростям или взрывам энергетического оружия, которые бы убили обычного человека. Тем не менее физиология Ральфа больше походит на человеческую, чем физиология Пластик-мена, поэтому почти полной неуязвимостью последнего он не обладает.
В дополнение к способности деформировать тело Ральф прекрасный детектив, прошедший специальное обучение, и высококвалифицирован в дедукции. Ральф часто рассматривается как один из лучших детективов во Вселенной DC (его способности уступают только Бэтмену, отличаясь фактическим направлением логических рассуждений). Также он талантливый химик-любитель. В качестве сверхчеловеческого побочного эффекта от его способностей, в дополнение к его навыкам детектива, у него усиленное обоняние, позволяя ему учуять запах, когда что-то не так или подсказка или тайна под рукой. Это привело к тому, что Ральф особым образом шевелит носом. Файрхоук однажды рассказала о том, что Зелёная стрела говорил, что подобное шевеление носом является показным, чем-то придуманным для прессы, на что Удлиняющийся человек ответил, что шляпа Зелёной стрелы скрывает лысину.
При этом те предметы, которых касался Удлиняющийся человек, подвергаются какому-то его влиянию. И если потом обработать их специальным химическим веществом, то можно их тоже растягивать (а если принять ещё этого вещества во внутрь, то можно делать это силой мысли) (см DC vol 1 № 334 «Battle of the elongated weapons!»)

## Другие версии
- Удлиняющийся человек появляется в комиксе-продолжении мультсериала «Лига справедливости без границ».
- Удлиняющийся человек появляется в третьем выпуске кроссовера JLA/Avengers, заменив Пластик-мена после слияния вселенных Marvel и DC.
- В находящейся вне канона DС серии Фрэнка Миллера The Dark Knight Strikes Again (рус.  «Тёмный рыцарь вновь наносит удар») Дибни упомянут в качестве посетителя бара, где он вспоминает Серебряный век комиксов, но, увидев Бэтмена, меняется в лице и открывает рот от удивления. Позднее Дибни был замечен продающим «улучшитель человека», напиток под названием Gingold, при помощи ТВ-рекламы. Тогда он принят на работу, чтобы помочь Бэтмену атаковать американское правительство (возглавляемое Лексом Лютором). Он сохраняет конкуренцию с Пластик-меном, а также дружбу с Барри Алленом и Оливером Куином.
- В Kingdom Come Ральф всё время растянут и не может этим управлять.
- Ральф Дибни без сверхспособностей появляется в качестве детектива в неканоничной серии Flashpoint. Он нанят Дж’оном Дж’онззом, чтобы изучить фирму Вандала Сэвиджа, люди которого разыскивают марсианский артефакт. Дж’онзз именует Дибни не иначе, как «Земным охотником» (англ.  the Earth manhunter).[20]
- Недавно Ральф Дибни с Земли-51, где супергероям уже не нужны тайные личности был замечен в сюжетной линии Countdown to Final Crisis.[21] Впоследствии он убит Монитором с Новой Земли, Бобом.[22]

## Вне комиксов

### Archie Comics
В июле 1966 он появляется на обложке 127го выпуска комикс-серии Archie’s Girls Betty and Veronica. Он танцует с Вероникой и она называет его «Тянучкой» (англ.  Stretchman).

### Телевидение
- В телесериале канала The CW «Флэш» (The Flash) появляется в 4 серии 4 сезона. Получил силы от всплеска тёмной материи во время выхода Барри Алена из Спидфорса. В сериале является неудавшимся частным детективом. Благодаря сыворотке Кейтлин Сноу клетки Ральфа Дибни стабилизируются и он начинает контролировать свои способности. Роль исполнил Хартли Сойер. Погибает от рук злодея Мыслителя (4 сезон 18 серия). Однако в финале 4 сезона выясняется что он всё время был в сознании Дево. При помощи Барри Аллена выбирается из сознания Дево, тем самым победив Мыслителя. Начиная с 5 сезона становится полноценным членом команды Флэша.

После 6 сезона сериала и одной серии 7 сезона персонаж выведен из сериала. В сериале не уточняются причины пропажи персонажа, в реальности персонажа вывели из-за отмены актера Хартли Сойера из-за старый твитов, в которых были неусместные по мнению зрителей высказываний.

### Фильмы
- Злая версия Удлиняющегося человека (названная Вытесняющим человеком) показана в качестве члена Преступного Синдиката Америки в полнометражном анимационном фильме «Лига Справедливости: Кризис Двух Миров». По сюжету он является одним из людей Оулмена (а до этого был членом команды погибшего злого Марсианского Охотника), которые сталкиваются с Лигой Справедливости. Он был пойман Уолли Уэстом, третьим Флэшем, который быстро бегал вокруг него и завязал Вытесняющего человека на столбах и колонах. После чего Флэш в шутку проверяет, хорошо ли он натянут.
- В полнометражном анимационном фильме «Лига Справедливости: Парадокс Источника конфликта» в изменённой временной линии сообщается, что он погиб и был известен как Удлиняющийся ребёнок.